# Lista najwyższych budynków w Montrealu
Montreal jest drugim co do wielkości miastem w Kanadzie. Stoją tu jedne z najwyższych budynków w kraju. Dwa spośród nich sięgają ponad 200 metrów. Ponad 100 metrów osiąga łącznie w całym mieście ponad 40 gmachów. Większość ze znajdujących się tu budynków została wybudowana w latach 60. i 80. W latach 70. powstał tylko jeden budynek. Obecnie w trakcie budowy są dwa budynki które mają przekroczyć 100 metrów. Jednak żaden nie zakwalifikuje się do umieszczenia na liście najwyższych w mieście. Ostatni budynek jaki na nią wszedł został ukończony w 1992 roku i od tamtej pory jest najwyższym w Montrealu. 

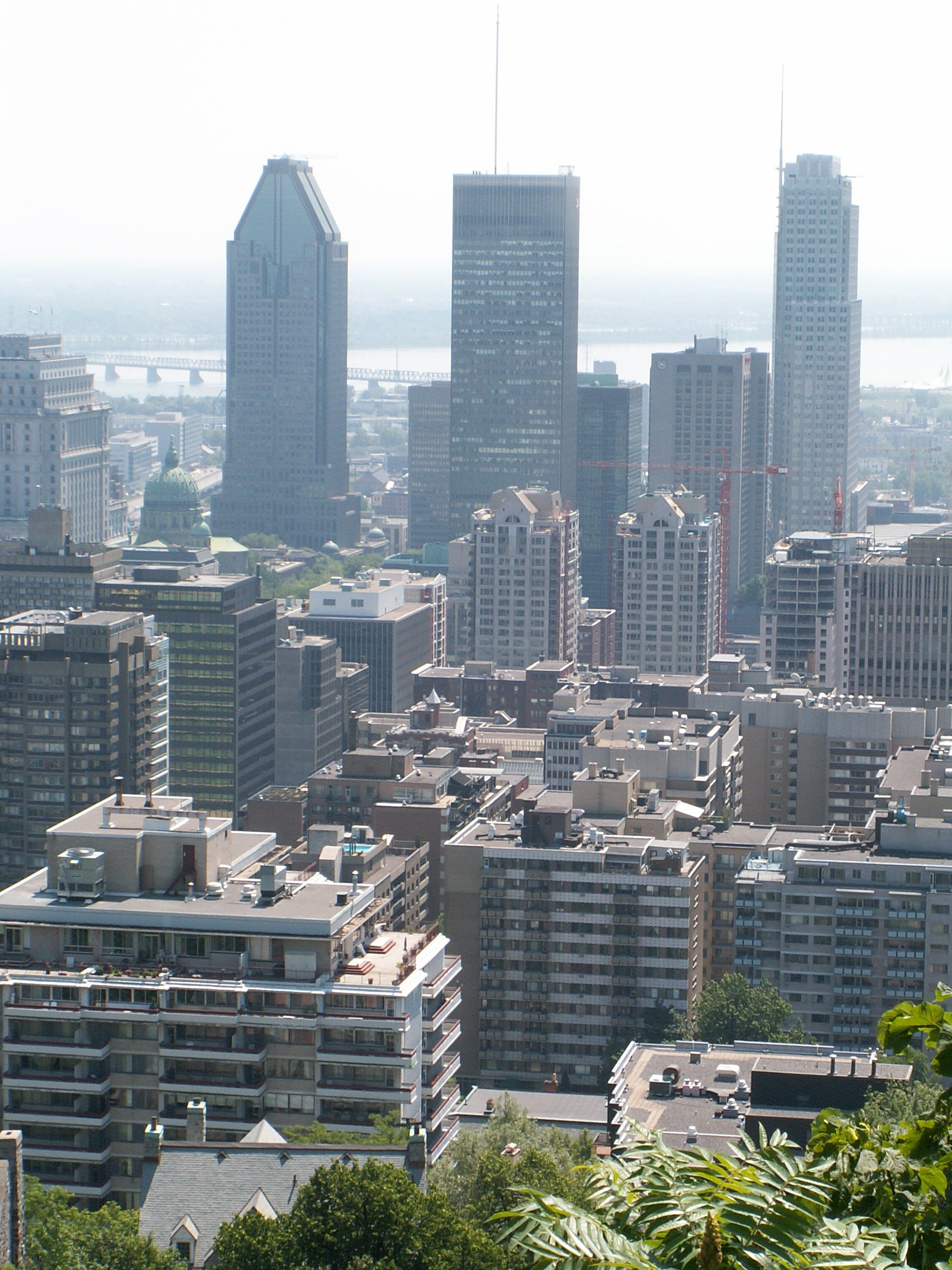
Centrum Montrealu. Najwyższe na zdjęciu to od lewej: Le 1000 de la Gauchetière, La Tour CIBC i Le 1250 Boulevard René-Lévesque

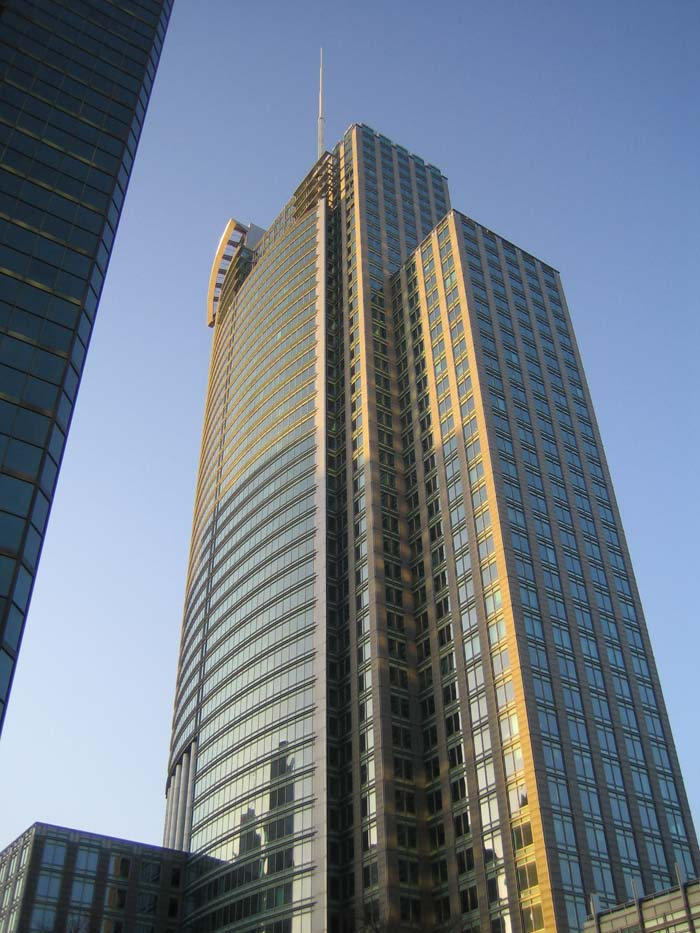
Le 1250 Boulevard René-Lévesque

## 10 najwyższych
| Ranking | Budynek                         | Wysokość strukturalna | Liczba pięter | Rok budowy |
| ------- | ------------------------------- | --------------------- | ------------- | ---------- |
| 1.      | Le 1250 Boulevard René-Lévesque | 226 m                 | 47            | 1992       |
| 2.      | Le 1000 de la Gauchetière       | 205 m                 | 51            | 1992       |
| 3.      | Tour de la Bourse               | 190 m                 | 47            | 1964       |
| 4.      | 1 Place Ville-Marie             | 188 m                 | 43            | 1962       |
| 5.      | La Tour CIBC                    | 187 m                 | 45            | 1962       |
| 6.      | Tour de Montréal                | 175 m                 | 20            | 1987       |
| 7.      | Le 1501 McGill College          | 158 m                 | 36            | 1992       |
| 8.      | Le Complexe Desjardins Tour Sud | 152 m                 | 40            | 1976       |
| 9.      | Tour KPMG                       | 146 m                 | 34            | 1987       |
| 10.     | Place Montréal Trust            | 134 m                 | 30            | 1988       |